# تليكوم باسكتس بون
تليكوم باسكتس بون (بالإنجليزية: Telekom Baskets Bonn)‏ هو فريق كرة سلة ألماني تأسس في 1992 يقع في بون، ألمانيا. يلعب في الدوري الألماني لكرة السلة.

## وصلات خارجية
- الموقع الإلكتروني